# 金龍酒店
金龍酒店是位於澳門新口岸高美士街的一家四星級酒店，設有金龍娛樂場，是一家賭場酒店。金龍酒店的前身是爛尾樓「華榕廣場」，在2002年把業權易手至金龍酒店的經營者，於2003年12月開幕。
2022年6月，商人陳明金旗下的金龍娛樂場交由澳娛綜合營運；2023年1月1日，因應新十年期賭牌合同生效，該娛樂場正式結束營運。

## 集團業務
- 金龍電器超級市場
- 廈航假期
- 台灣環宇國際旅行社
- 新加坡科龍控股有限公司
- 環宇國際旅運
- 晉江市鞋業市場中國鞋都

## 外部參考
- 金龍集團有限公司 官方網